# 三好正晴
三好 正晴（みよし まさはる、1973年8月30日 - ）は、埼玉県新座市出身の元プロ野球選手（投手）。

## 来歴・人物
埼玉県立川口工業高等学校では1年夏の県大会準決勝で2学年上のエース・北原泰二の後を受けて登板した。2年秋の県大会決勝で2番手として登板するが延長15回の末に敗れる。3年夏は県大会の武南高戦でノーヒットノーランを達成。1991年のドラフト5位で読売ジャイアンツに入団。
一軍公式戦出場のないまま、内野手に転向した1993年限りで引退。
川口リトルシニアでコーチを務める。

## 詳細情報

### 年度別成績
- 一軍公式戦出場なし

### 背番号
- 64（1992年 - 1993年）